# Sinosoronia longiantenna
Sinosoronia longiantenna is een keversoort uit de familie schorsknaagkevers (Trogossitidae). De wetenschappelijke naam van de soort werd in 1992 gepubliceerd door Zhang.